# Xã Odin, Quận McHenry, Bắc Dakota
Xã Odin (tiếng Anh: Odin Township) là một xã thuộc quận McHenry, tiểu bang Bắc Dakota, Hoa Kỳ. Năm 2010, dân số của xã này là 46 người.